# Stomias brevibarbatus
Stomias brevibarbatus är en fiskart som beskrevs av Ege, 1918. Stomias brevibarbatus ingår i släktet Stomias och familjen Stomiidae. Inga underarter finns listade i Catalogue of Life.